# 21126 Katsuyoshi
21126 Katsuyoshi è un asteroide della fascia principale. Scoperto nel 1993, presenta un'orbita caratterizzata da un semiasse maggiore pari a 2,4059042 UA e da un'eccentricità di 0,1369449, inclinata di 6,97902° rispetto all'eclittica.